# 罗萨茨-阿恩斯多夫
罗萨茨-阿恩斯多夫是奥地利下奥地利州克雷姆斯兰县的一个市镇。总面积39.04平方公里，总人口1191人，人口密度30.5人/平方公里（2005年）。